# متنزه جزر القناة الوطني
متنزه جزر القناة الوطني (بالإنجليزية: Channel Islands National Park)‏ هو متنزه وطني أمريكي يشمل جميع جزر القناة في كاليفورنيا المطلة على ساحل كاليفورنيا في الولايات المتحدة على المحيط الهادئ، يتكون المتنزه من 5 جزر رئيسية وهي جزيرة سانتا كروز ألتي تعد أكبر جزيرة فيها و جزيرة سان ميغيل وجزيرة أناكابا وجزيرة سانتا روزا وجزيرة سانتا باربارا، يعد هذا المتنزه موطن العديد من الحيوانات مثل ثعلب الجزر والظربان المرقط وقيق الجزر وأسد البحر الكاليفورني والقبرة المقرنة والبجعة البنية وفقمة هاربور وبومة مصاصة.

## المناخ
يظهر الجدول التالي التغييرات المناخية على مدار السنة لمتنزه جزر القناة الوطني:
| البيانات المناخية لـمتنزه جزر القناة الوطني | البيانات المناخية لـمتنزه جزر القناة الوطني | البيانات المناخية لـمتنزه جزر القناة الوطني | البيانات المناخية لـمتنزه جزر القناة الوطني | البيانات المناخية لـمتنزه جزر القناة الوطني | البيانات المناخية لـمتنزه جزر القناة الوطني | البيانات المناخية لـمتنزه جزر القناة الوطني | البيانات المناخية لـمتنزه جزر القناة الوطني | البيانات المناخية لـمتنزه جزر القناة الوطني | البيانات المناخية لـمتنزه جزر القناة الوطني | البيانات المناخية لـمتنزه جزر القناة الوطني | البيانات المناخية لـمتنزه جزر القناة الوطني | البيانات المناخية لـمتنزه جزر القناة الوطني | البيانات المناخية لـمتنزه جزر القناة الوطني |
| الشهر                                       | يناير                                       | فبراير                                      | مارس                                        | أبريل                                       | مايو                                        | يونيو                                       | يوليو                                       | أغسطس                                       | سبتمبر                                      | أكتوبر                                      | نوفمبر                                      | ديسمبر                                      | المعدل السنوي                               |
| ------------------------------------------- | ------------------------------------------- | ------------------------------------------- | ------------------------------------------- | ------------------------------------------- | ------------------------------------------- | ------------------------------------------- | ------------------------------------------- | ------------------------------------------- | ------------------------------------------- | ------------------------------------------- | ------------------------------------------- | ------------------------------------------- | ------------------------------------------- |
| متوسط درجة الحرارة الكبرى °ف (°م)           | 63.6 (17.6)                                 | 63.4 (17.4)                                 | 64.1 (17.8)                                 | 66.8 (19.3)                                 | 69.0 (20.6)                                 | 71.4 (21.9)                                 | 76.2 (24.6)                                 | 76.7 (24.8)                                 | 76.3 (24.6)                                 | 73.2 (22.9)                                 | 68.4 (20.2)                                 | 63.8 (17.7)                                 | 69.4 (20.8)                                 |
| المتوسط اليومي °ف (°م)                      | 54.9 (12.7)                                 | 54.9 (12.7)                                 | 55.5 (13.1)                                 | 57.2 (14.0)                                 | 59.7 (15.4)                                 | 61.8 (16.6)                                 | 66.0 (18.9)                                 | 66.5 (19.2)                                 | 66.1 (18.9)                                 | 63.3 (17.4)                                 | 59.1 (15.1)                                 | 55.0 (12.8)                                 | 60.0 (15.6)                                 |
| متوسط درجة الحرارة الصغرى °ف (°م)           | 46.1 (7.8)                                  | 46.4 (8.0)                                  | 46.8 (8.2)                                  | 47.5 (8.6)                                  | 50.5 (10.3)                                 | 52.1 (11.2)                                 | 55.7 (13.2)                                 | 56.4 (13.6)                                 | 55.9 (13.3)                                 | 53.5 (11.9)                                 | 49.8 (9.9)                                  | 46.1 (7.8)                                  | 50.6 (10.3)                                 |
| الهطول إنش (مم)                             | 3.23 (82)                                   | 3.68 (93)                                   | 2.39 (61)                                   | 0.89 (23)                                   | 0.43 (11)                                   | 0.06 (1.5)                                  | 0.03 (0.76)                                 | 0.03 (0.76)                                 | 0.09 (2.3)                                  | 0.72 (18)                                   | 1.15 (29)                                   | 2.24 (57)                                   | 14.94 (379)                                 |
| متوسط الرطوبة النسبية (%)                   | 53.2                                        | 57.8                                        | 61.1                                        | 60.1                                        | 64.2                                        | 67.4                                        | 65.5                                        | 64.6                                        | 61.8                                        | 56.6                                        | 51.6                                        | 50.2                                        | 59.5                                        |
| المصدر: PRISM Climate Group                 |                                             |                                             |                                             |                                             |                                             |                                             |                                             |                                             |                                             |                                             |                                             |                                             |                                             |

## معرض صور

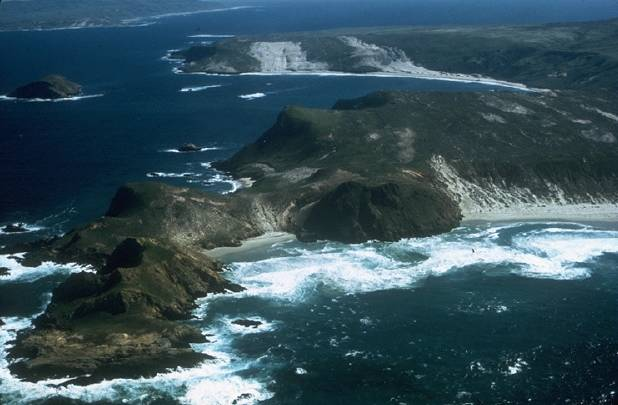
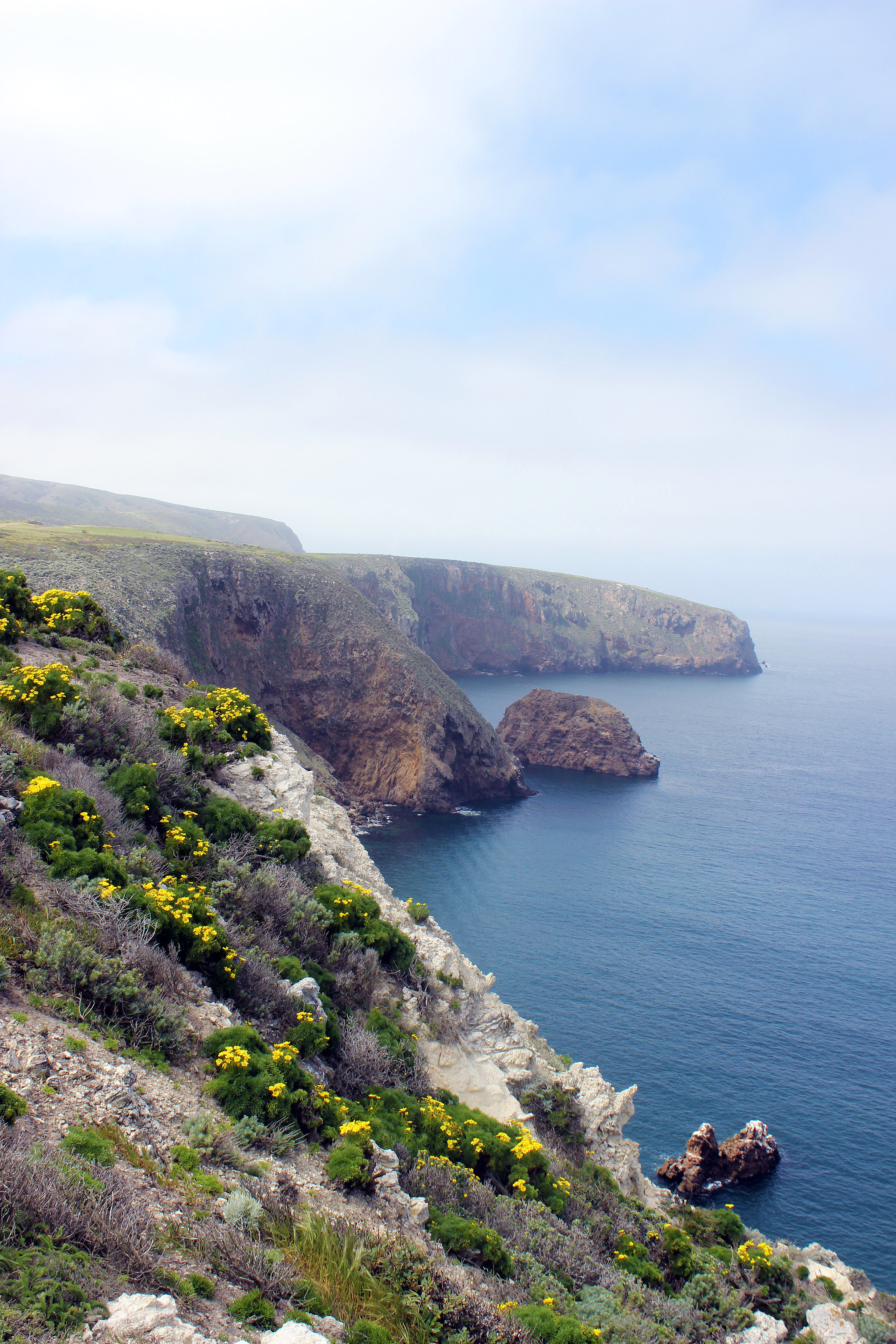
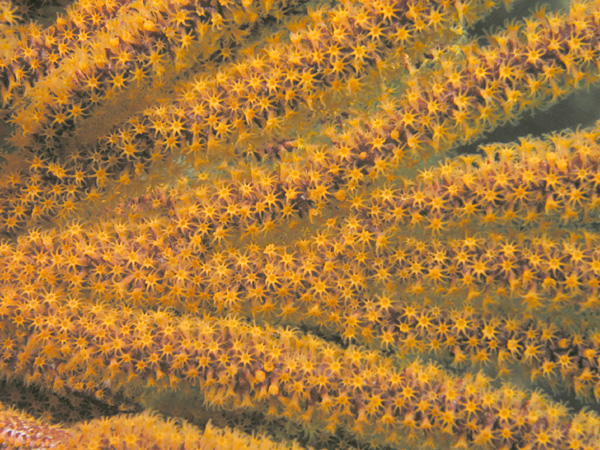
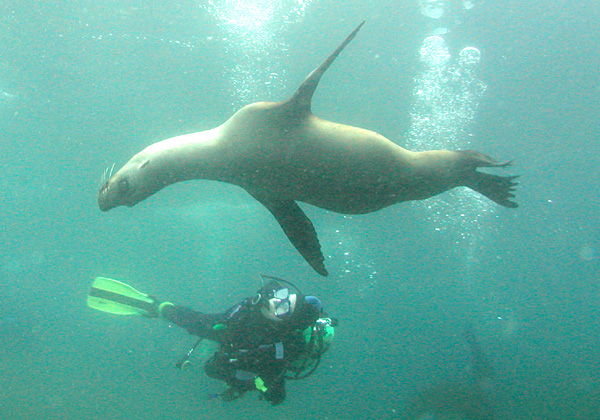
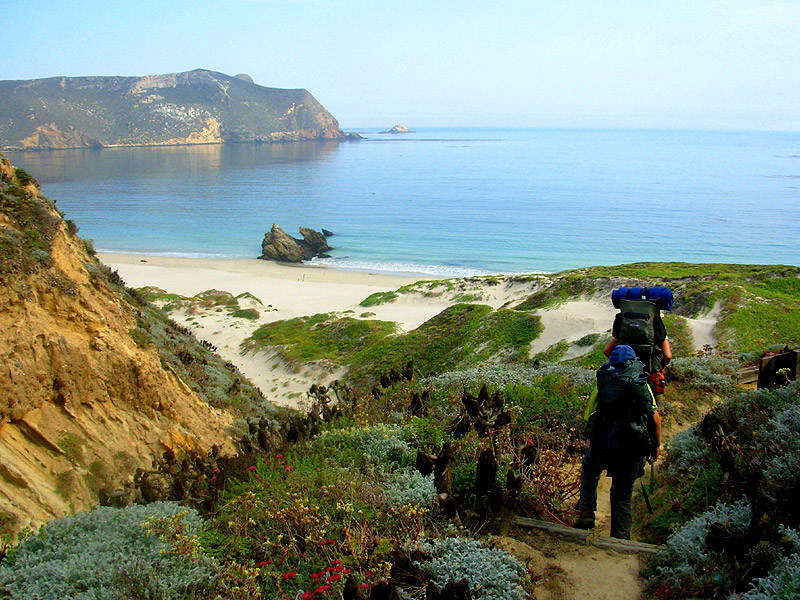